# Franz Krolop
Franz K. Krolop (* 5. September 1839 in Troja, Böhmen; † 30. Mai 1897 in Berlin) war ein deutscher Opernsänger (Bassist).

## Leben

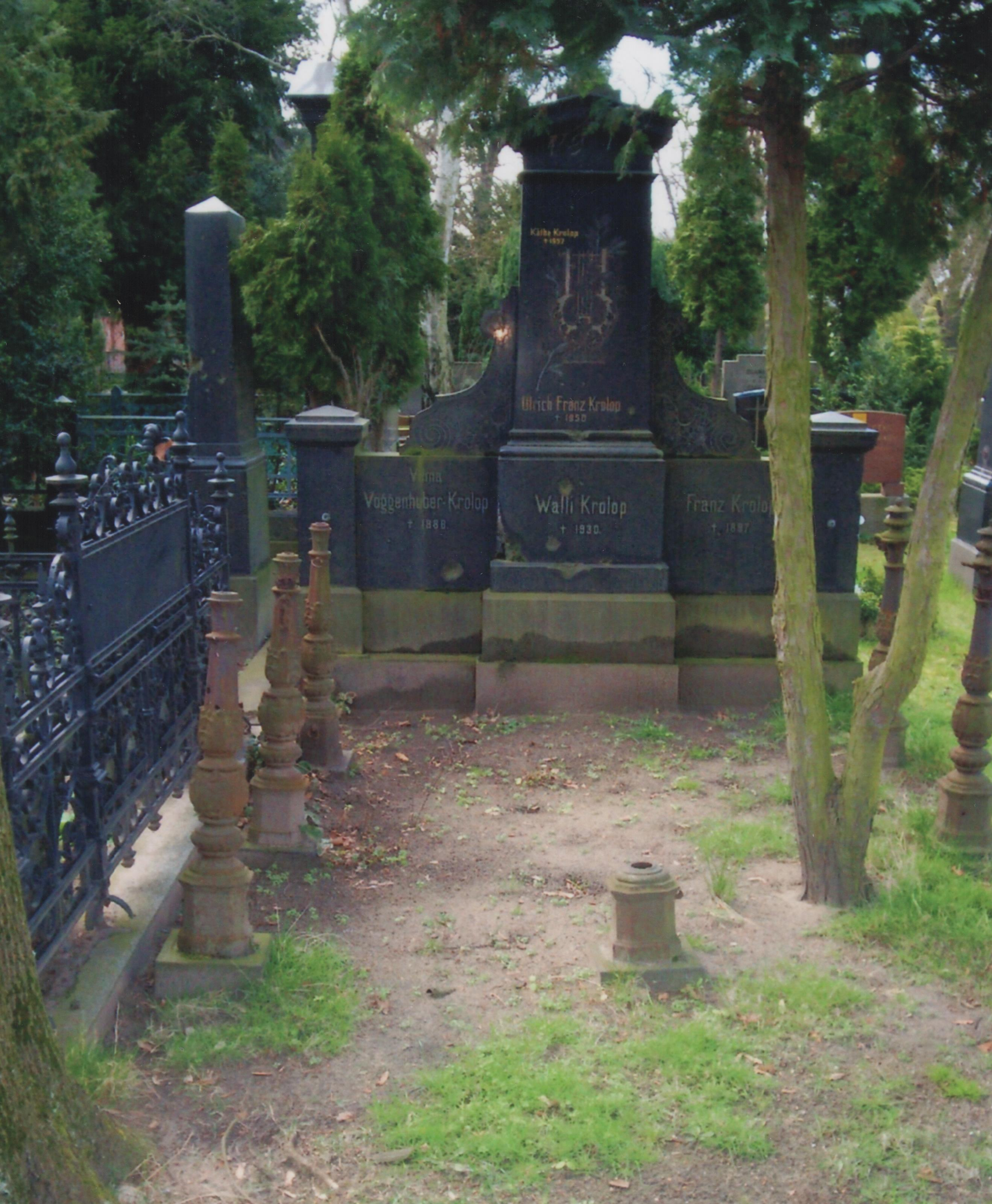
Grabstätte von Franz Krolop

Franz Krolop wurde 1839 in Böhmen als Sohn eines Gutsverwalters geboren. Nach dem frühen Tod seines Vaters ging er auf das Gymnasium in Gitschin, wo er eine Ausbildung im Kirchengesang erhielt. In den Jahren 1856 bis 1861 studierte er Jura an der Karl-Ferdinands-Universität in Prag. Während dieser Zeit setzte er das Gesangsstudium unter Louis Appé fort.
Nach Abschluss des Studiums arbeitete Krolop zunächst als Armeeauditeur-Praktikant in Prag. Er gab aber diese Laufbahn bald auf, um sich unter R. Levy in Wien zum Sänger auszubilden.
Nach Engagements in Troppau, wo er 1863 debütierte, Linz, Bremen und Leipzig, kam er 1872 an die Hofoper in Berlin. Sein Repertoire war sehr umfangreich.
Krolop war seit 1871 mit der Opernsängerin Vilma von Voggenhuber (1841–1888) verheiratet.
Seine Grabstätte befindet sich auf dem Friedhof Jerusalems und Neue Kirche I in Berlin.

## Schüler (Auswahl)
- Arthur Preuss